# Azão
Azão (em italiano:  Azzone; Bolonha, 1225 — Bolonha, 1293) foi um jurista medieval italiano da Escola de Bolonha.
A precisão do nome é incerta: as fontes se referem a ele de várias formas, como Azzone Soldanus, Azzone dei Porci, Azo, Azone, Azzo, Azzolenus e Azolino Porcius.
Foi aluno de Joannes Bassianus, um importante jurista medieval da escola de Bolonha, provavelmente o maior entre os glosadores.

## Biografia
Poucos detalhes são conhecidos da vida de Azão. Sabe-se que foi professor de Direito romano-germânico na Universidade de Bolonha e que tomou parte ativa na vida municipal de sua cidade natal, uma das integrantes da Liga Lombarda.
Azão escreveu glosas — breve interpretações; comentários; anotações — em todas as partes do Corpus Juris Civilis. Sua obra mais influente é o seu Summa Codicis um comentário do direito civil organizado de acordo com a ordem do Código de Justiniano. O Summa Codicis, e Apparatus ad codicim, coletados por seu aluno, Alessandro de Sant'Egidio, e aperfeiçoado por Hugolino e Odofredo, constituiu uma exposição metódica do direito romano. Como um dos poucos textos jurídicos medievais em latim, o Summa Codicis foi traduzido para o francês antigo.
As obras de Azão gozavam de grande autoridade entre as gerações de advogados continentais, de tal forma que se costumava dizer, “chi non ha Azzo, non vada a palazzo.” (quem não leva consigo a obra de Azão, não vá ao tribunal). O Summa Codicis de Azão foi também usado (e muitas vezes copiado) por Henry de Bracton em suas considerações sobre o direito inglês. Muitas glosas de Azão foram incorporadas à Magna Glosa de seu pupilo, Acúrsio. Azão ganhou grande fama como professor, e entre seus alunos além do já citado Acúrsio está também Jacobus Balduinus.

## Obras
- Summa codicis
- Lectura
  - Ad singulas leges XII librorum Codicis Iustinianei commentarius (em latim). Paris: Sébastien Nivelle. 1577
- Glossae
- Brocarda

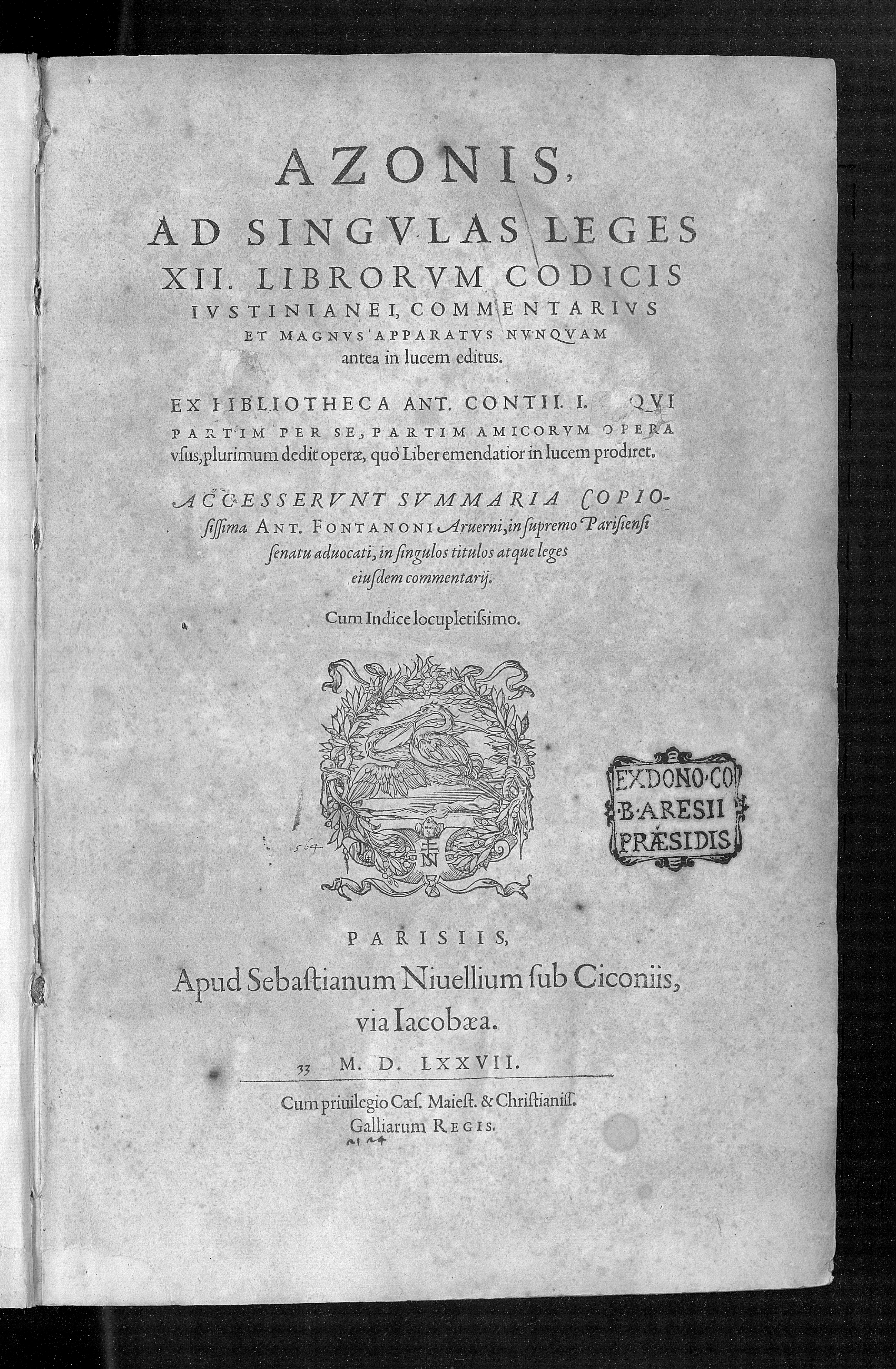
Ad singulas leges XII librorum Codicis Iustinianei commentarius, 1577